# Моль пышноусая
Моль пышноусая (Euplocamus anthracinalis) — вид чешуекрылых из семейства настоящих молей (Tineidae) подсемейства Euplocaminae.

## Описание
Крупная моль с размахом крыльев 25—36 мм. Усики у самцов гребенчатые. Передние крылья угольно-чёрные с 8 большими и несколькими мелкими белыми округлыми пятнами. Задние крылья тёмные и имеют белую бахромку. Голова яркая оранжевого цвета. Губные щупики темно-коричневые, базальный членик с длинными чешуйками, последний членик тонкий, прямостоячий, с несколькими белыми чешуйками. Усики с темно-коричневым скапусом, жгутик с белыми кольцами. Грудь темно-коричневая, тегулы золотистые. Ноги тёмно-коричневые, кончики члеников лапок белые.

## Ареал
Распространён в западной Палеарктике, Центральной (Франция, Бельгия, Германия), южной Европе (на Пиренейском полуострове находок нет и Восточной Европе (на восток от Болгарии), в Украине, в Крыму, на юге европейской части России, до Кавказского региона. Бабочки преимущественно встречаются во влажных лиственных лесах
.

## Биология
Время лёта припадает на конец мая, июнь — июль, август. Бабочки активны в солнечную погоду. Гусеницы живут и развиваются в гнилой древесине, главным образом бука и некоторых других лиственных пород, а также могут питаться трутовиками.